# Devínska Nová Ves
Devínska Nová Ves (prononciation slovaque :  [ˈɟɛviːnska ˈnɔvaː ˈvɛs], littéralement le « nouveau village de Devín » ; allemand : Thebenneudorf, hongrois : Dévényújfalu) est un quartier de la ville de Bratislava, en Slovaquie. Il est situé au nord de la ville, au bord de la Morava qui délimite la frontière avec l’Autriche.

## Histoire
Première mention écrite du quartier en 1539.

## Démographie

### Évolution de la population
| Année:               | 1994.  | 2004.   | 2014.   | 2024.   |
| -------------------- | ------ | ------- | ------- | ------- |
| Nombre de personnes: | 16 379 | 15 399  | 15 974  | 17 077  |
| Différence:          |        | -5,98 % | +3,73 % | +6,90 % |

| Année:               | 2023.  | 2024.   |
| -------------------- | ------ | ------- |
| Nombre de personnes: | 17 067 | 17 077  |
| Différence:          |        | +0,05 % |

## Jumelage
Cette ville est jumelée avec Saint-Brice-sous-Forêt (France).

## Politique
| Nom            | Parti politique       | date de l'élection | Fin du mandat |
| -------------- | --------------------- | ------------------ | ------------- |
| Vladimír Mráz  | NF                    | 02.12.2006         | Déc. 2010     |
|                |                       |                    |               |
| Dárius Krajčír | SaS, SME RODINA, NOVA | 2018               | 2022          |

## Transports
Devínska Nová Ves dispose d’une gare reliée notamment aux gares centrales de Bratislava et de Vienne.

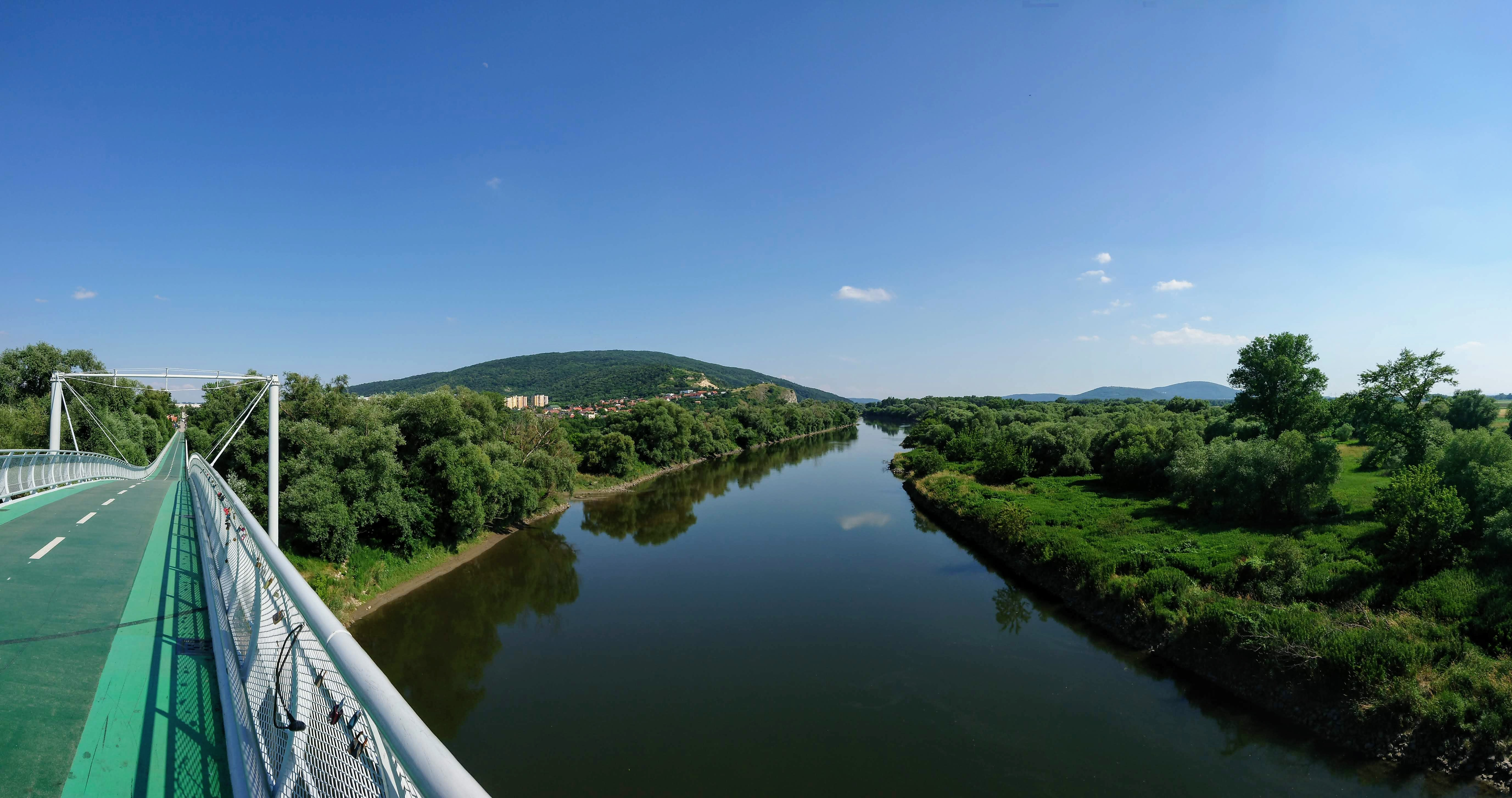
Pont cyclable de la Liberté

Le pont cyclable de la Liberté (Cyklomost slobody, Fahrradbrücke der Freiheit), inauguré en 2012, enjambe à Morava et relie Devínska Nová Ves à Engelhartstetten en Autriche et permet d’aller au château de Hof.